# Nightmare as a Child
"Nightmare as a Child" és el vint-i-novè episodi de la sèrie de televisió d’antologia La Dimensió Desconeguda, Es va emetre originalment el 29 d'abril de 1960 a CBS.

## Narració d'obertura
| « | Mes de novembre, xocolata calenta i un petit cameo de la cara d'un nen, imperfecte només en la seva solemnitat. I aquests són els ingredients improbables d'una emoció humana, una emoció, per exemple, com la por. Però en un moment aquesta dona, Helen Foley, s'adonarà de la por. Ella entendrà quines són les propietats del terror. Una nena la portarà de la mà i caminarà amb ella cap a un malson. | » |

## Argument
Una mestra d'escola anomenada Helen Foley troba una nena estranya i molt seriosa anomenada Markie a les escales fora del seu apartament. Ella està cantant "Twinkle, twinkle, little star". La noia sembla que la coneix i intenta recuperar la memòria d'un home que va veure aquell dia abans.
L'home arriba a la porta de l'Helen mentre Markie, espantada, surt corrents pel camí de darrere. L'home és Peter Selden, que explica que va treballar per a la mare de Helen quan Helen era petita i va ser el primer a trobar el cos de la seva mare assassinada. Helen havia presenciat el crim però el va bloquejar. Quan esmenta Markie, Selden li diu que el seu sobrenom era Markie quan era petita i li mostra una foto antiga d'ella mateixa. La noia de la foto és idèntica a la noia que Helen va conèixer.
Quan Selden se'n va, Helen comença a recordar la nit de l'assassinat i un home que corre cap a ella després d'assassinar la seva mare, abans de sortir corrents de l'habitació. Markie reapareix i li diu a Helen que és la mateixa Helen, i que és allà per obligar-la a enfrontar-se al seu record d'aquella nit.
Selden torna de sobte i confessa l'assassinat. Li diu a Helen que la seva mare l'havia descobert manipulant la comptabilitat al seu lloc de treball i, malgrat les seves peticions, l'anava a denunciar a la policia. Selden també diu que també havia estat a punt de matar a Helen aquella nit, però no va poder perquè els seus crits havien atret altres persones a l'apartament. Ha estat "vigilant-la" perquè sabia que algun dia recordaria l'assassinat. Helen s'escapa i corre cap al passadís i, després d'una lluita, Selden cau per les escales fins a morir.
Després de parlar amb la policia i tornar al seu apartament, Helen sent la veu d'una nena que canta la mateixa melodia que Markie. Investiga i troba una altra noia asseguda amb la seva nina a les escales al mateix lloc on havia estat Markie. Aquest és l'alleujament d'Helen, no reconeix la noia. Helen li diu a la noia que té un somriure encantador i que no el perdi mai.

## Narració de tancament
| « | La senyoreta Helen Foley, que ha viscut a la nit i que es despertarà al matí. La senyoreta Helen Foley, que va agafar un punt fosc del tapís de la seva vida i el va netejar, després va fer uns passos enrere i va veure bé la Dimensiò Desconeguda. | » |

## Repartiment
- Janice Rule com a Helen Foley
- Terry Burnham com a Markie[1]
- Shepperd Strudwick com a Peter Selden
- Michael Fox com a Doctor
- Suzanne Cupito (Morgan Brittany) com a noieta (sense acreditar)[2]
- Joseph V. Perry com a tinent de policia